# NASCAR Cup Series 2022

Logo der NASCAR Cup Series

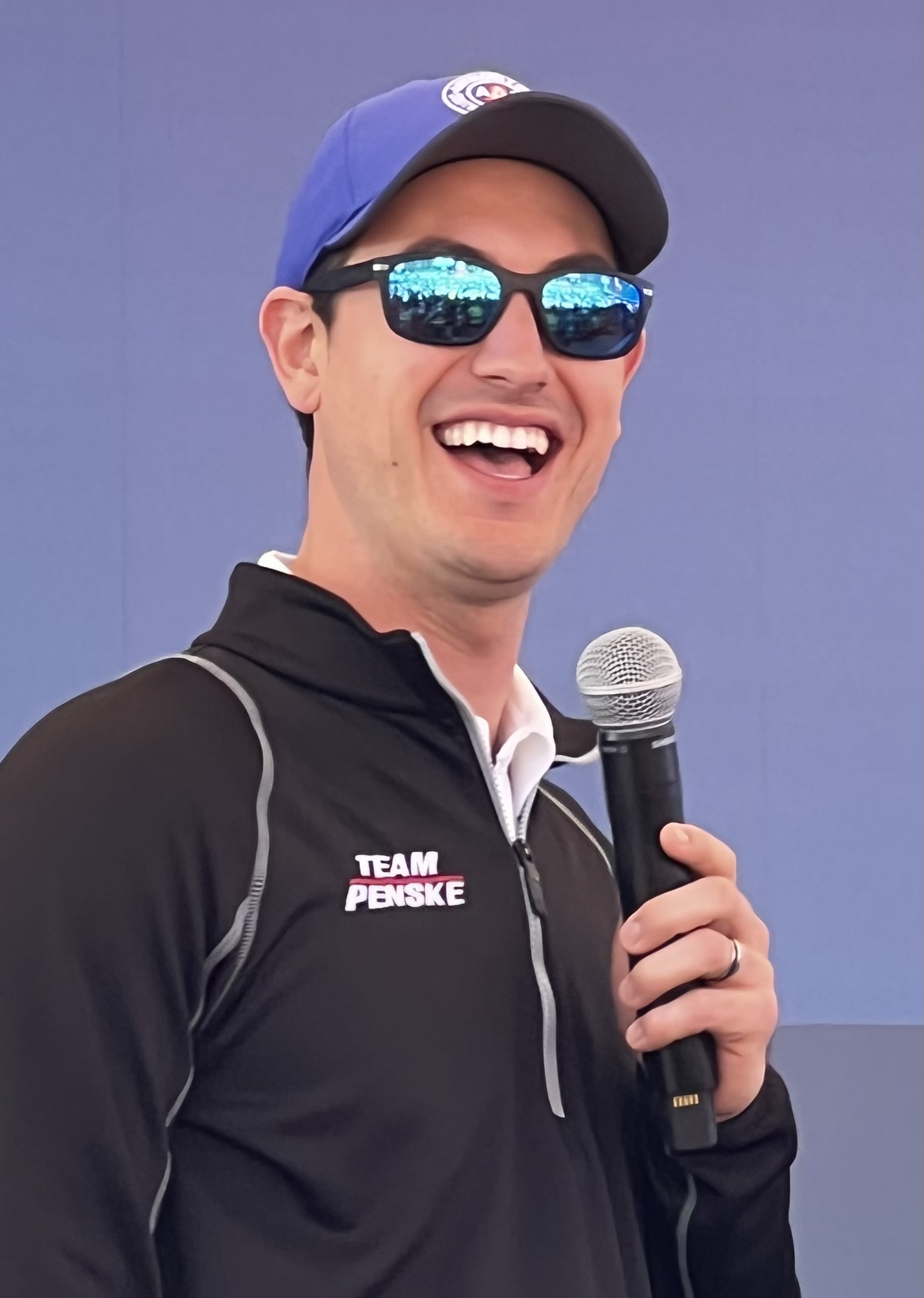
Joey Logano, NASCAR-Cup-Series-Champion 2022.

Die NASCAR Cup Series 2022 war die 74. Saison der höchsten Motorsportliga der NASCAR und startete am 6. Februar 2022 mit dem Busch Light Clash at The Coliseum in Los Angeles. Das erste Punkterennen, das 64. Daytona 500, fand am 20. Februar statt. Die Saison inklusive Chase wurde am 6. November mit dem NASCAR Cup Series Championship Race auf dem Phoenix Raceway abgeschlossen. Als Sieger ging nach dem Finale Joey Logano im Ford Mustang mit der Startnummer 22 hervor.
2022 war die erste Saison mit dem neuen Gen-7 Car, auch Next-Gen-Car genannt.

## Fahrer und Teams

### Teams mit Chartervertrag
Teams mit Chartervertrag haben eine Startplatzgarantie bei allen 36 Saisonrennen.
| Team                           | Hersteller | Nr. | Fahrer              | Crew Chief          |
| ------------------------------ | ---------- | --- | ------------------- | ------------------- |
| Hendrick Motorsports           | Chevrolet  | #5  | Kyle Larson         | Cliff Daniels       |
| Hendrick Motorsports           | Chevrolet  | #9  | Chase Elliott       | Alan Gustafson      |
| Hendrick Motorsports           | Chevrolet  | #24 | William Byron       | Rudy Fugle          |
| Hendrick Motorsports           | Chevrolet  | #48 | Alex Bowman         | Greg Ives           |
| Joe Gibbs Racing               | Toyota     | #11 | Denny Hamlin        | Chris Gabehart      |
| Joe Gibbs Racing               | Toyota     | #18 | Kyle Busch          | Ben Beshore         |
| Joe Gibbs Racing               | Toyota     | #19 | Martin Truex junior | James Small         |
| Joe Gibbs Racing               | Toyota     | #20 | Christopher Bell    | Adam Stevens        |
| Team Penske                    | Ford       | #2  | Austin Cindric (R)  | Jeremy Bullins      |
| Team Penske                    | Ford       | #12 | Ryan Blaney         | Jonathan Hassler    |
| Team Penske                    | Ford       | #22 | Joey Logano         | Paul Wolfe          |
| Stewart-Haas Racing            | Ford       | #4  | Kevin Harvick       | Rodney Childers     |
| Stewart-Haas Racing            | Ford       | #10 | Aric Almirola       | Drew Blickensderfer |
| Stewart-Haas Racing            | Ford       | #14 | Chase Briscoe       | John Klausmeier     |
| Stewart-Haas Racing            | Ford       | #41 | Cole Custer         | Mike Shiplett       |
| TrackHouse Racing              | Chevrolet  | #1  | Ross Chastain       | Philip Surgen       |
| TrackHouse Racing              | Chevrolet  | #99 | Daniel Suarez       | Travis Mack         |
| Richard Childress Racing       | Chevrolet  | #3  | Austin Dillon       | Justin Alexander    |
| Richard Childress Racing       | Chevrolet  | #8  | Tyler Reddick       | Randall Burnett     |
| Roush-Fenway-Keselowski Racing | Ford       | #6  | Brad Keselowski     | Matt McCall         |
| Roush-Fenway-Keselowski Racing | Ford       | #17 | Chris Buescher      | Scott Graves        |
| 23XI Racing                    | Toyota     | #23 | Bubba Wallace       | Bootie Barker       |
| 23XI Racing                    | Toyota     | #45 | Kurt Busch          | Billy Scott         |
| Petty GMS Motorsports          | Chevrolet  | #42 | Ty Dillon           | Jerame Donley       |
| Petty GMS Motorsports          | Chevrolet  | #43 | Erik Jones          | David Elenz         |
| Front Row Motorsports          | Ford       | #34 | Michael McDowell    | Blake Harris        |
| Front Row Motorsports          | Ford       | #38 | Todd Gilliland (R)  | Seth Barbour        |
| JTG Daugherty Racing           | Chevrolet  | #47 | Ricky Stenhouse Jr. | Brian Pattie        |
| Spire Motorsports              | Chevrolet  | #7  | Corey LaJoie        | Ryan Sparks         |
| Spire Motorsports              | Chevrolet  | #77 | Landon Cassill      | Kevin Bellicourt    |
| Kaulig Racing                  | Chevrolet  | #31 | Justin Haley        | Trent Owens         |
| Kaulig Racing                  | Chevrolet  | #16 | A.J. Allmendinger   |                     |
| Kaulig Racing                  | Chevrolet  | #16 | Noah Gragson        |                     |
| Kaulig Racing                  | Chevrolet  | #16 | Daniel Hemric       | Matt Swiderski      |
| Wood Brothers Racing           | Ford       | #21 | Harrison Burton (R) | Brian Wilson        |
| Rick Ware Racing               | Ford       | #51 | Cody Ware           | Billy Plourde       |
| Rick Ware Racing               | Ford       | #15 | David Ragan         | Mike Hillman Sr.    |
| Rick Ware Racing               | Ford       | #15 | J.J. Yeley          |                     |
| Live Fast Motorsports          | Ford       | #78 | B.J. McLeod         | Lee Leslie          |

### Teams ohne Chartervertrag
Teams ohne Chartervertrag nehmen in der Regel in Teilzeit am Wettbewerb teil und müssen sich für die Teilnahme an einem Saisonrennen zunächst über das vorab stattfindende Qualifikationsrennen qualifizieren.
| Team                  | Hersteller | Nr. | Fahrer             | Crew Chief        |
| --------------------- | ---------- | --- | ------------------ | ----------------- |
| N.Y. Racing Team      | Chevrolet  | #44 | Greg Biffle        | Jay Guy           |
| The Money Team Racing | Chevrolet  | #50 | Kaz Grala          | Tommy Baldwin Jr. |
| Team Hezeberg         | Ford       | #27 | Jacques Villeneuve | Josh Reaume       |
| Team Hezeberg         | Ford       | #27 | Loris Hezemans     | Josh Reaume       |
| Beard Motorsports     | Chevrolet  | #62 | Noah Gragson       | Darren Shaw       |
| MBM Motorsports       | Ford       | #55 | J.J. Yeley         | George Church     |
| MBM Motorsports       | Ford       | #66 | Timmy Hill         | Jeff Weaver       |
| MBM Motorsports       | Ford       | #66 | Boris Said         | Jeff Weaver       |

## Rennkalender
Der Rennkalender wurde am 15. September 2021 veröffentlicht.

### Reguläre Saisonrennen
(Quelle: )
| Nr.                  | Datum  | Rennen                              | Ort                             | Streckentyp         | Sieger                 | Quelle |
| -------------------- | ------ | ----------------------------------- | ------------------------------- | ------------------- | ---------------------- | ------ |
| 1                    | 20.02. | Daytona 500                         | Daytona International Speedway  | Superspeedway       | Austin Cindric (#2)    | [ 5 ]  |
| 2                    | 27.02. | WISE Power 400                      | Auto Club Speedway              | 2-Meilen-Oval       | Kyle Larson (#5)       | [ 6 ]  |
| 3                    | 06.03. | Pennzoil 400                        | Las Vegas Motor Speedway        | 1,5-Meilen-Oval     | Alex Bowman (#48)      | [ 7 ]  |
| 4                    | 13.03. | Ruoff Mortgage 500                  | Phoenix Raceway                 | 1-Meilen-Tri-Oval   | Chase Briscoe (#14)    | [ 8 ]  |
| 5                    | 20.03. | Folds of Honor QuikTrip 500         | Atlanta Motor Speedway          | 1,5-Meilen-Oval     | William Byron (#24)    | [ 9 ]  |
| 6                    | 27.03. | EchoPark Texas Grand Prix           | Circuit of the Americas         | Rundkurs            | Ross Chastain (#1)     | [ 10 ] |
| 7                    | 03.04. | Toyota Owners 400                   | Richmond Raceway                | 1-Meilen-Oval       | Denny Hamlin (#11)     | [ 11 ] |
| 8                    | 09.04. | Blue-Emu Maximum Pain Relief 400    | Martinsville Speedway           | Short Track         | William Byron (#24)    | [ 12 ] |
| 9                    | 17.04. | Food City Dirt Race                 | Bristol Motor Speedway          | Dirt Track          | Kyle Bush (#18)        | [ 13 ] |
| 10                   | 24.04. | GEICO 500                           | Talladega Superspeedway         | Superspeedway       | Ross Chastain (#1)     | [ 14 ] |
| 11                   | 01.05. | DuraMAX Drydene 400                 | Dover Motor Speedway            | 1-Meilen-Oval       | Chase Elliott (#9)     | [ 15 ] |
| 12                   | 08.05. | Goodyear 400                        | Darlington Raceway              | 1,36-Meilen-Oval    | Joey Logano (#22)      | [ 16 ] |
| 13                   | 15.05. | AdventHealth 400                    | Kansas Speedway                 | 1,5-Meilen-Tri-Oval | Kurt Busch (#45)       | [ 17 ] |
| 14                   | 29.05. | Coca-Cola 600                       | Charlotte Motor Speedway        | 1,5-Meilen-Oval     | Denny Hamlin (#11)     | [ 18 ] |
| 15                   | 05.06. | Enjoy Illinois 300                  | World Wide Technology Raceway   | 1,25-Meilen-Oval    | Joey Logano (#22)      | [ 19 ] |
| 16                   | 12.06. | Toyota/Save Mart 350                | Sonoma Raceway                  | Rundkurs            | Saniel Suarez (#99)    | [ 20 ] |
| 17                   | 26.06. | Ally 400                            | Nashville Superspeedway         | Superspeedway       | Denny Hamlin (#11)     | [ 21 ] |
| 18                   | 03.07. | Kwik Trip 250                       | Road America                    | Rundkurs            | Tyler Reddick (#8)     | [ 22 ] |
| 19                   | 10.07. | Quaker State 400                    | Atlanta Motor Speedway          | 1,5-Meilen-Oval     | Chase Elliott (#9)     | [ 23 ] |
| 20                   | 17.07. | Ambetter 301                        | New Hampshire Motor Speedway    | 1-Meilen-Oval       | Christopher Bell (#20) | [ 24 ] |
| 21                   | 24.07. | M&M's Fan Appreciation 400          | Pocono Raceway                  | 2,5-Meilen-Tri-Oval | Chase Elliott (#9)     | [ 25 ] |
| 22                   | 31.07. | Verizon 200                         | Indianapolis Motor Speedway     | Rundkurs            | Tyler Reddick (#8)     | [ 26 ] |
| 23                   | 07.08. | FireKeepers Casino 400              | Michigan International Speedway | 2-Meilen-Oval       | Kevin Harvick (#4)     | [ 27 ] |
| 24                   | 14.08. | Federated Auto Parts 400            | Richmond Raceway                | Short Track         | Kevin Harvick (#4)     | [ 28 ] |
| 25                   | 21.08. | Go Bowling at The Glen              | Watkins Glen International      | Rundkurs            | Kyle Larson (#5)       | [ 29 ] |
| 26                   | 27.08. | Coke Zero Sugar 400                 | Daytona International Speedway  | Superspeedway       | Austin Dillon (#3)     | [ 30 ] |
| Playoffs Round of 16 |        |                                     |                                 |                     |                        |        |
| 27                   | 04.09. | Cook Out Southern 500               | Darlington Raceway              | 1,366-Meilen-Oval   | Erik Jones (#43)       | [ 31 ] |
| 28                   | 11.09. | Hollywood Casino 400                | Kansas Speedway                 | 1,5-Meilen-Tri-Oval | Bubba Wallace (#45)    | [ 32 ] |
| 29                   | 17.09. | Bass Pro Shops NRA Night Race       | Bristol Motor Speedway          | Short Track         | Chris Buescher (#17)   | [ 33 ] |
| PlayOffs Round of 12 |        |                                     |                                 |                     |                        |        |
| 30                   | 25.09. | Autotrader EchoPark Automotive 500  | Texas Motor Speedway            | 1,5-Meilen-Oval     | Tyler Reddick (#8)     | [ 34 ] |
| 31                   | 02.10. | YellaWood 500                       | Talladega Superspeedway         | Superspeedway       | Chase Elliott (#9)     | [ 35 ] |
| 32                   | 09.10. | Bank Of America Roval 400           | Charlotte Motor Speedway        | Roval               | Christopher Bell (#20) | [ 36 ] |
| PlayOffs Round of 8  |        |                                     |                                 |                     |                        |        |
| 33                   | 16.10. | South Point 400                     | Las Vegas Motor Speedway        | 1,5-Meilen-Oval     | Joey Logano (#22)      | [ 37 ] |
| 34                   | 23.10. | Dixie Vodka 400                     | Homestead-Miami Speedway        | 1,5-Meilen-Oval     | Kyle Larson (#5)       | [ 38 ] |
| 35                   | 30.10. | Xfinity 500                         | Martinsville Speedway           | Short Track         | Christopher Bell (#20) | [ 39 ] |
| Championship 4       |        |                                     |                                 |                     |                        |        |
| 36                   | 06.11. | NASCAR Cup Series Championship Race | Phoenix Raceway                 | 1-Meilen-Tri-Oval   | Joey Logano (#22)      | [ 40 ] |

## TV-Übertragung
Alle Punkterennen sowie der Busch Light Clash und das All-Star-Rennen am 22. Mai wurden erneut im deutschen Fernsehen von Sport1+ (Original-Kommentar) und Motorvision TV (deutscher oder Original-Kommentar) übertragen.